# Stéphane Grichting
Stéphane Grichting (nascido em 30 de Março de 1979 em Sierre) é um futebolista suíço que atuava como zagueiro.

## Gols pela Seleção
| # | Data                  | Local                           | Adversário | Gol marcado | Resultado | Competição                    |
| - | --------------------- | ------------------------------- | ---------- | ----------- | --------- | ----------------------------- |
| 1 | 5 de setembro de 2009 | St. Jakob-Park, Basileia, Suíça | Grécia     | 1–0         | Vitória   | Eliminatórias da Copa de 2010 |